# Узкополосное телевидение
Узкополосное телевидение (англ. Narrow-bandwidth television, NBTV) — это разновидность телевидения, предназначенная для вещания на канале, более узком, чем полоса пропускания, используемая в стандартных телевизионных стандартах.
Три главных мировых стандарта телевещания используют каналы шириной либо 6 МГц (стандарты ATSC и ISDB-T, как в Америке и Японии), либо 8 МГц (как и в большинстве стран Европы, стандарт DVB-T). Узкополосное телевидение относится к любым методам вещания, использующим полосу пропускания ниже этого порога. (Традиционное телевидение также может использовать узкополосные каналы для передачи нескольких цифровых субканалов, однако такое телевидение узкополосным не считается).

## Устройство
Есть три способа уменьшить полосу пропускания видеосигнала: уменьшить частоту кадров, уменьшить размер изображения и/или (при использовании цифрового телевидения) использовать более сильное сжатие. ТВ с уменьшенной частотой кадров называется телевидением с медленной развёрткой или, в самых крайних случаях, когда скорость сканирования слишком мала для имитации движения, стоп-кадровым телевидением. ТВ с картинкой уменьшенного размера называется телевидением низкой четкости. В самых крайних случаях количество строк в изображении может быть уменьшено до нескольких десятков, а полоса пропускания — до нескольких десятков килогерц, в пределах полосы пропускания голосового радиолюбительского канала. В настоящее время большинство систем узкополосного телевидения используют компьютеры и другие электронные системы.

## Стандарты механического телевидения
Самые ранние механические телевизионные системы использовали узкие каналы для передачи движущихся изображений. Обычно картинка была размером всего несколько десятков строк.
| Имя                                                                                            | Подробности |
| ---------------------------------------------------------------------------------------------- | --- |
| Нипков 1884 г.                                                                                 | 24 строки. Патент выдан, но Нипков не создал работающую систему. |
| WGY, 2XAF, 2XAD                                                                                | 24 строки, 21 кадр/с, последовательная развертка |
| Великобритания, 1926 год (Бэрд)                                                                | 30 строк, 5 кадров/с, черно-белые экспериментальные передачи |
| Великобритания, 1928 год (Бэрд)                                                                | 30 строк, 5 кадров/с, первые экспериментальные передачи цветного телевидения |
| W3XK, Вашингтон, округ Колумбия, 1928 год.                                                     | 48 строк. Старейшая телестанция в США. |
| 2XAL, WRNY «Радио Новости», Нью-Йорк, 1928 г.                                                  | 48 строк, 7,5 кадров/с, последовательная развертка. Второе ТВ-широковещание после W3XK в Вашингтоне |
| Бэрд, Великобритания, 1928-32 гг.                                                              | 30 строк, 12,5 кадров/с, соотношение сторон по вертикали 3:7, вертикальная прогрессивная развертка, ≈70x30 пикселей на кадр, звук, прямая трансляция из студии, первые удаленные трансляции Дерби на открытом воздухе |
| W9XAA/WCFL, W9XAO/WIBO, W9XAP/WMAQ (Западное телевидение/Санабрия), Чикаго, 1928-33 гг.        | 45 строк, 15 кадров/с, соотношение сторон 1:1, тройная чересстрочная развертка. Прямой эфир из студии. (Обозначение: станция передающая изображения/звуковая станция)                                                 |
| W9XK/WSUI, Айова-Сити, Айова (использовалась система Western Television/Sanabria), 1933-39 гг. | 45 строк, 15 кадров/с, соотношение сторон 1:1, тройная чересстрочная развертка. Звук передавался WSUI. Пионер образовательного телевидения. Прямой эфир из студии.                                                    |
| Германия, Франция, 1930 г.                                                                     | 30 строк, 12,5 кадров/с, соотношение сторон 3:4, горизонтальная прогрессивная развертка |
| Нью-Йорк, Скенектади, Бостон, 1930-31 гг.                                                      | 48 строк, 15 кадров/с, соотношение сторон 6:5, горизонтальная последовательная развертка |
| W6XAO Лос-Анджелес, 1931 год.                                                                  | 80 строк, 20 кадров/с, последовательная развертка |
| W6XAH Бейкерсфилд, 1931 год.                                                                   | 96 строк, 20 кадров/с, последовательная развертка |
| Нью-Йорк, Скенектади, Бостон, 1932 год.                                                        | 60 строк, 20 кадров/с, соотношение сторон 6:5, горизонтальная последовательная развертка |
| Берлин 1932 г.                                                                                 | 30 строк, 12,5 кадров/с, соотношение сторон по горизонтали 4:3, ≈40x30 пикселей на кадр, тестовые видеоролики и живая картинка                                                                                        |
| Кенигс Вустерхаузен 1932 г.                                                                    | 39 строк, 12,5 кадров/с, соотношение сторон по горизонтали 4:3, ≈31x30 пикселей на кадр, фильмы |
| Добериц 1932 г.                                                                                | 48 строк, 25 кадров/с, соотношение сторон по горизонтали 4:3, ≈64x48 пикселей на кадр, звук, звуковые фильмы |
| Берлин РПЗ 1932 г.                                                                             | 60 строк, 25 кадров/с, соотношение сторон по горизонтали 4:3, ≈83x60 пикселей на кадр, тестовые видеоролики и трансляции                                                                                              |
| Италия 1932 г.                                                                                 | 60 строк, 20 кадров/с, соотношение сторон по горизонтали 4:3, ≈45x60 пикселей на кадр, тестовые видеоролики и трансляции                                                                                              |
| Франция 1932 г.                                                                                | 60 строк, 12,5 кадров/с, соотношение сторон по вертикали 3:7, вертикальная развертка ≈35x60 пикселей на кадр, звук, трансляции                                                                                        |
| Швейцария 1932 г.                                                                              | 30 строк, 16,6 кадров/с, соотношение сторон по горизонтали 4:3, ≈40x30 пикселей на кадр, тестовые видеоролики и трансляции                                                                                            |
| СССР 1932 г.                                                                                   | 30 строк, 12 кадров/с |
| Бельгия 1932 г.                                                                                | 30 строк, 12,5 и 16,6 кадров/с, соотношение сторон по горизонтали 4:3, ≈40x30 пикселей на кадр, звук, звуковые фильмы                                                                                                 |